# جيف ميلس
جيف ميلس (Jeff Mills) هو دي جي و منتج أسطوانات أمريكي من مواليد 18 يونيو 1963.

## روابط خارجية
- جيف ميلس على موقع IMDb (الإنجليزية)
- جيف ميلس على موقع ميوزك برينز (الإنجليزية)
- جيف ميلس على موقع ميوزك برينز (الإنجليزية)
- جيف ميلس على موقع أول ميوزيك (الإنجليزية)
- جيف ميلس على موقع أول ميوزيك (الإنجليزية)
- جيف ميلس على موقع ديسكوغز (الإنجليزية)
- جيف ميلس على موقع ديسكوغز (الإنجليزية)